# آاگ گ.۴
آاگ گ.۴ (به انگلیسی: AEG G.IV) یک هواگرد ساختِ کارخانهٔ آاگ در کشور آلمان است. نخستین استفاده‌کنندهٔ این هواپیما نیروی هوایی آلمان بوده‌است. این هواگرد برای نخستین بار در ۱۹۱۶ میلادی مورد استفاده قرار گرفت.